# 小行星8133
小行星8133（8133 Takanochoei）是一颗围绕太阳公转的小行星。1977年2月18日，香西洋树、古川麒一郎在木曾町发现了此天体。
該小行星以日本江戶時代後期蘭學者高野長英命名。
这颗小行星的绝对星等为177.50356等。